# قلعة الجبوبي
قلعة الجبوبي قلعة في حي حدة من المشارف الجنوبية لصنعاء عاصمة اليمن، جنوب غرب مستشفى قلب اللبنان وغرب الجامعة الدولية اللبنانية وجنوب السفارة اليابانية ومصنع حدة للمياه المعدنية.